# Duguetia rigida
Duguetia rigida este o specie de plante angiosperme din genul Duguetia, familia Annonaceae, descrisă de Robert Elias Fries. Conform Catalogue of Life specia Duguetia rigida nu are subspecii cunoscute.